# Севастопольский уезд
Севастопольский уезд (с 18 октября 1921 года — Севастопольский округ) — административно-территориальная единица на территории Крымского полуострова (Таврическая губерния), а затем на территории Крымской Автономной Советской Социалистической Республики (Крымской АССР). Образован решением Крымского революционного комитета 15 декабря 1920 года. Изначально делился на Севастопольский и Бахчисарайский район, но 23 января 1921 года было определено деление на Балаклавский и Бахчисарайский районы. 12 июля 1921 года на территории уезда был образован Байдарский район, в октябре 1921 года — Чоргунский район, а при образовании Крымской АССР — Любимовский район. В апреле 1922 года Бахчисарайский район был передан в состав Симферопольского округа, а в ноябре 1923 года Севастопольский округ был преобразован в одноимённый район.

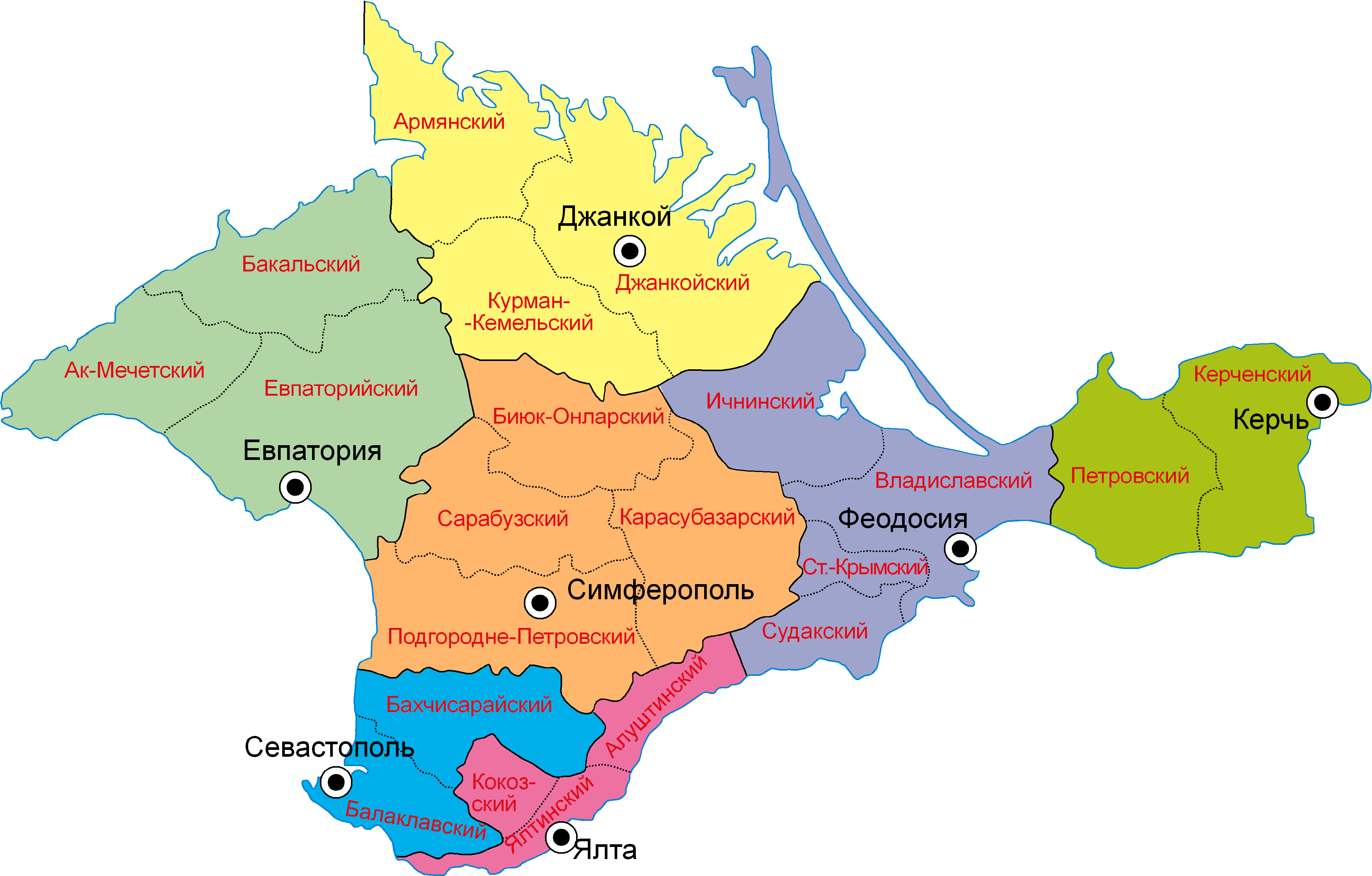
Округа и районы Крымской АССР в мае 1921 года

## История
16 ноября 1920 года территория Крымского полуострова вошла в состав Российской Социалистической Федеративной Советской Республики (РСФСР), но не представляла собой административно-территориальной единицы (ни губерния, ни область). Хотя существует мнение, что Таврическая губерния, частью которой являлся Крымский полуостров, продолжала существовать по инерции вплоть до создания Крымской АССР. Тем временем власть на территории Крыма перешла к Крымскому революционному комитету (Крымревком), перед которым в начале декабря 1921 года о необходимости создания Севастопольского уезда ходатайствовал Севастопольский революционный комитет. И уже 15 декабря 1920 года постановлением Крывревкома был образован самостоятельный Севастопольский уезд. В декабре того же года, в соответствии с политикой районирования РСФСР, по постановлению Крымского революционного комитета была образована Комиссия по выработке нового административного устройства. В результате работы комиссии территория Крымского полуострова была разделена на 7 уездов, а Севастопольский уезд на 2 района: Севастопольский и Бахчисарайский. 
2 января 1921 года приказом № 206 Крымского революционного комитета «Об изменении административных границ» в состав Севастопольского уезда был включён город Балаклава. 23 января решением Севастопольского уездного революционного комитета на практике было реализовано разделение уезда на два района, но уже на Балаклавский и Бахчисарайский.
Согласно карте административно-территориального деления Крыма на 8 января 1921 года в состав уезда входили Балаклавский и Бахчисарайский районы, однако изменения в карту были внесены задним числом, поскольку Балаклавский район был создан 23 января 1921 года. Уже по состоянию на 27 января 1921 года в составе Балаклавского района значился Байдарский подрайон, образованный в пределах бывшей Байдарской волости. 12 июля 1921 года решением исполнительного комитет Севастопольского городского Совета рабочих, крестьянских, красноармейских и краснофлотских депутатов подрайон был преобразован в район в пределах Байдарской и Варнутской долины. Данное решение на практике было реализовано 23 марта 1922 года на заседании представителей Советов Балаклавского района.
18 октября 1921 года Всероссийский центральный исполнительный комитет и Совет народных комиссаров РСФСР совместным постановлением образовали Крымскую Автономную Советскую Социалистическую Республику в составе РСФСР. Данным постановлением определялось административно-территориальное деление новой республики на округа, таким образом Севастопольский уезд был преобразован в округ. При образовании автономной республики в составе Севастопольского округа был создан Чоргунский район. 
23 марта 1922 года состоялось заседание председателей исполнительных комитетов Советов Балаклавского района, где было принято окончательное решение о выделении Байдарского района, данное решение было подтверждено постановлением Крымского ЦИК и СНК от 4 апреля 1922 года, по которому в составе округа значился ещё и Любимовский район. 
В апреле 1922 года Коккозский район был присоединён к Бахчисарайскому, а последний выделен из состава округа и включён в Симферопольский округ. В ноябре 1923 года округа на территории Крымской АССР были ликвидированы и образованы 14 районов. Территория Севастопольского округа полностью перешла в одноимённый район.

## Комментарии
1. ↑  Также встречается упоминание Бельбекского (Любимовского) подрайона (Никитина, 2018, с. 111).
2. ↑  По другим данным — на 15 (Никитина, 2018, с. 111).